# Muriel Marland-Militello
 (décembre 2021).
Pour les articles homonymes, voir Marland.
Muriel Marland-Militello est une femme politique française, née Militello le 30 juillet 1943 à Nice et morte le 25 février 2021 à Antibes.
Elle a notamment été adjointe à la mairie de Nice et députée des Alpes-Maritimes de 2002 à 2012.

## Biographie
Muriel Marland-Militello, née à Nice, est diplômée en langues orientales et titulaire d'un diplôme d'études supérieures en science politique de l’université Paris-II.
Elle devient l'épouse de Philippe Marland, qui est ensuite préfet des Alpes-Maritimes jusqu’en 1999.
Investie depuis longtemps dans la vie associative et culturelle, elle est une « spécialiste » du domaine de la culture. Elle préside à compter de 2002 le groupe d'études parlementaire sur le développement de la vie associative et le bénévolat.
Membre de l'Union pour un mouvement populaire, élue sur la liste de Christian Estrosi aux élections municipales de 2008 à Nice, elle est adjointe au maire, chargée de la politique culturelle de la ville. Elle est également députée de la 2e circonscription des Alpes-Maritimes de 2002 à 2012.
Elle meurt des suites d'une longue maladie le 25 février 2021 à Antibes.[réf. nécessaire]

### Mandats de députée
Muriel Marland-Militello  est élue députée le 16 juin 2002, pour la XIIe législature (2002-2007), dans la deuxième circonscription des Alpes-Maritimes avec l'appui du maire de Nice de l’époque, Jacques Peyrat. Elle fait partie du groupe UMP.

Muriel Marland-Militello en 2007, à l’Assemblée nationale.

Le 10 juin 2007, Muriel Marland-Militello est réélue pour la XIIIe législature (2007-2012), en obtenant 54,28 % des suffrages dès le premier tour. Elle fait partie du groupe UMP.

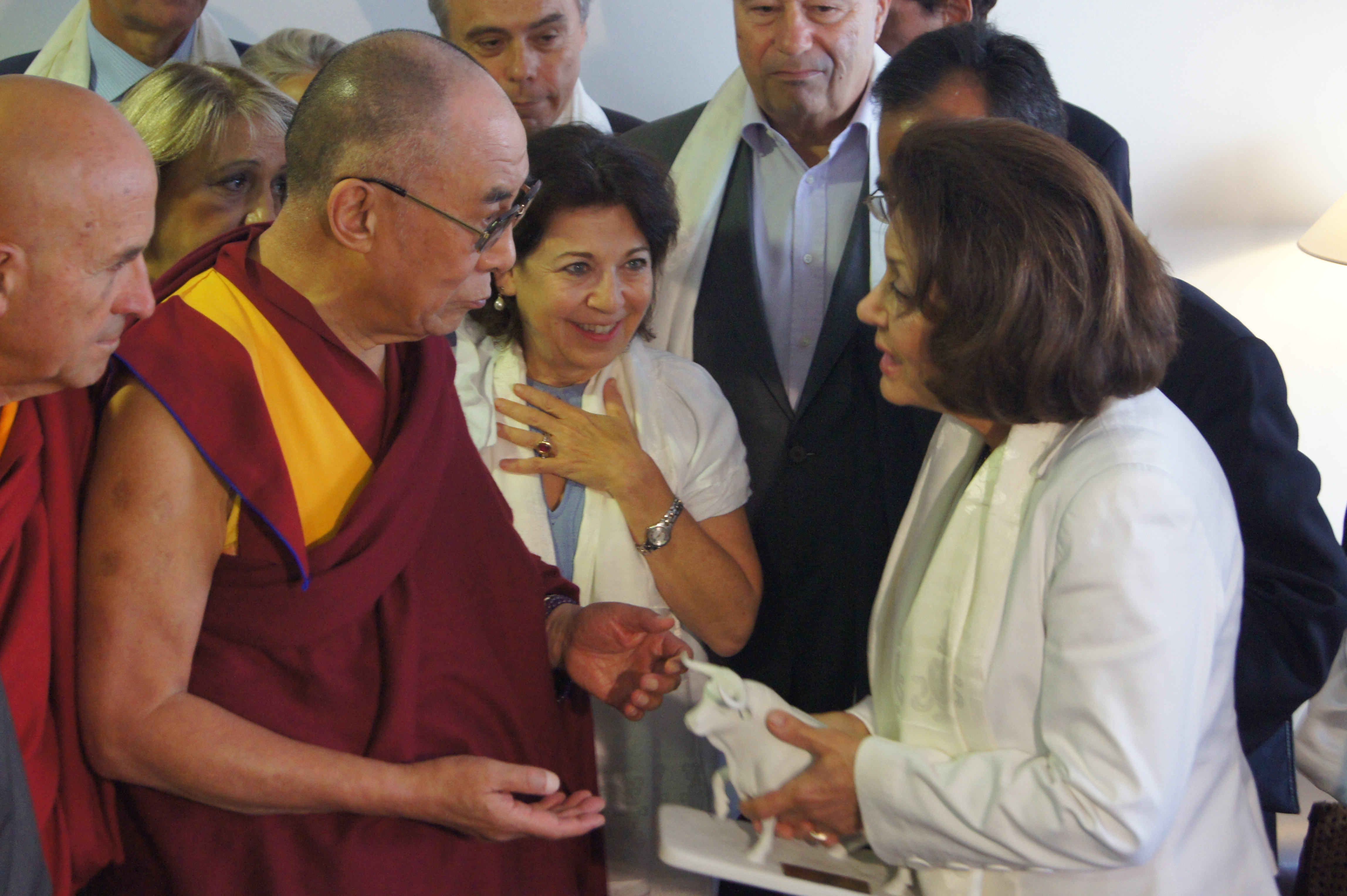
Muriel Marland-Militello remet une statuette représentant un taureau blanc au dalaï-lama, aux côtés de Matthieu Ricard à Toulouse le 15 août 2011.

Elle ne se représente pas lors des élections législatives de 2012.

## Décorations
Elle est décorée en 2011 par le Premier ministre japonais de l'ordre du Soleil levant, rayons d'or en sautoir, pour sa contribution au développement des échanges entre le Japon et la France notamment dans le domaine de l’éducation et à l’approfondissement de la compréhension mutuelle franco-japonaise.
Elle est nommée chevalier dans l'ordre national de la Légion d'honneur le 1er janvier 2014. Ses insignes lui sont remis le 7 mai 2014 par Hugues Gall, en présence de Christian Estrosi et Éric Ciotti.

## Liste de ses mandats politiques
Parlementaires
- 19 juin 2002 - 19 juin 2007 : députée de la deuxième circonscription des Alpes-Maritimes.
- 20 juin 2007 - 19 juin 2012 : députée de la deuxième circonscription des Alpes-Maritimes.

Extra-parlementaires
- Membre titulaire de la délégation française à l'Assemblée parlementaire du Conseil de l'Europe.
- Membre du Haut Conseil à la vie associative.

Municipaux
- À compter du 16 mars 2008 : 4e adjointe au maire de Nice, chargée du rayonnement culturel, des affaires européennes, de l'organisation des Jeux de la Francophonie et du CUM (Centre universitaire méditerranéen).

Intercommunaux
- À compter de 2008 : membre de la communauté urbaine Nice Côte d'Azur.
- À compter de 2012 : conseillère métropolitaine de Métropole Nice Côte d'Azur.